# Лазар Маджиров
Лазар Георгиев Маджиров е български революционер, деец и четник на Вътрешната македонска революционна организация в Светиврачко.

## Биография
Лазар Георгиев Маджиров е роден на 14 юни 1895 година в село Рожен, Светиврачко, в семейството на комитата Георги Маджиров, роден през 1853 година в същото село и Петра Цветкова. Двамата имат 8 деца от тях 5 живи, като Лазар има брат Стефан Маджиров - кръстен на дядо им Стефан Георгиев Маджиров от село Рожен. Лазар Маджиров се определя сам като българин и източноправославен християнин, той живее в Кромидово, Петричко. Лазар има починала съпруга Вангелия Илиева, той е вдовец с 9 деца от тях 4 живи, слабограмотен, господар земледелец, ръст 171 см, кестеняви коси, сини очи, правилен нос, уста, бял цвят на кожата, няма телесни недостатъци.
В молба от Лазар Маджиров и Лазар Кунгалов от 20 септември 1934 година молят съдия-следователя да постанови очна ставка между тях и свидетелите. Това искане е за да се установи връзката между извършеното и станалите събития, престъпленията по които се амнистират. В молба от двамата от 14 януари 1935 година до съдия-следователя пишат, че са задържани на 3 август 1934 година за извършени престъпления още през 1922 година по заповед на ВМРО. Посочват как лежат невинни в затвора повече от 6 месеца и как очакват правосъдие. Изтъкват, че самото следствие не представлява някаква сложност и молят за по-бърз ход на делото. В две отделни молби от Лазар Кунгалов и Лазар Маджиров от 6 юли 1935 година до председателя на Софийския областен съд пишат, че са задържани за извършени престъпления по повод така наречената Неврокопска акция на ВМРО през месец септември 1922 година и съгласно Закона за амнистията от 1929 година молят да бъде прекратено следственото дело №159/34 г. и да бъдат пуснати на свобода. В молба по следствено дело №159/34 г. от Лазар Маджиров от месец юни на 1935 година пише на съдия-следователя следното: „По горното следствено дело съм привлечен като обвиняем за извършено престъпление. Деянията, за които съм обвинен са извършени през 1922 година, през време на така наречените „Неврокопски събития“. По това време пък и впоследствие бях член на Вътрешната македонска революционна организация и по силата на нейния устав и на революционната ми клетва изпълнявах всички заповеди, които получавах от революционното си началство. Въпросните деяния съм извършил по заповед, в качеството ми на член и функционер на ВМРО и през 1922 год. - през време на „Неврокопски събития“. Заедно с това заявявам, че с убитите през тези събития лица, и специално тези, чията смърт ми се приписва не съм имал никакви лични отношения: спорове, омраза и т.н. Моята тогавашна дейност е била вдъхновявана само от един политически мотив. Така обрисуваните деяния (политически престъпления) законодателя е имал предвид, именно в чл.1 п.1 от Закона за амнистията от 5 януари 1932 година (притурката на Държавния вестник на брой 229) и по висши държавни съобръжения е амнистирал. Ето защо, като имате предвид изложеното, моля Ви господин Съдия, веднага да прекратите повдигнатото срещу ми преследване и да постановите да бъда пуснат на свобода. Деянията за които е образувано горното следствено дело, от правна гледна точка не съществуват, те са окончателно заличени от закона и следователно лишаването ми от свобода в продължение на толкова дълго време е против на закона.
Проучването на Държавна сигурност за водача на ВМРО Иван Михайлов разкрива много интересен факт, че Иван Михайлов след бягството в Турция и по време на своето пребиваване там поддържа редовни връзки с Лазар Маджиров (Маджира) от Петричко с писмена кореспонденция.
След комунистическия преврат Лазар Маджиров е изпратен в зловещия лагер „Белене“, там надзирателите го биели с тояга по петите докато не припадне. Краката и петите се подували и кървели, но той отново отивал да си изпълни дневната норма. След като бил освободен от Белене, Лазар отново заживял в Кромидово, където е починал от естествена смърт.